# Aquelarre de Cervera
El Aquelarre de Cervera es una fiesta tradicional celebrada en Cervera (la Segarra) el último fin de semana de agosto desde 1978. Cervera se llena de correfocs, espectáculos, magia, esoterismo y brujas. Sus protagonistas son el Mascle Cabró y sus damas, las brujas. Además, durante los días del Aquelarre se organizan actividades paralelas como la Feria del Gran Boc, donde se ofrecen productos esotéricos y naturistas, o el Aquelarret infantil, donde los más pequeños hacen un pasacalle por las calles centrales de Cervera con disfraces hechos por ellos mismos.
La edición de 2025 empezará el 29 de agosto y acabará el 31 de agosto.

## Historia
El origen de la fiesta se remonta al año 1978, momento en el que la Asamblea de Jóvenes de Cervera tuvo problemas a la hora de poder participar en la organización de la fiesta de barrio de Santa Anna y fue entonces que decidieron que buscarían un buen emplazamiento y crearían una fiesta nueva. El lugar escogido fue el Callejón de las Brujas, y el nombre definitivo surgió por una simple asociación de ideas: una reunión de brujas.
A principios de la década de los ochenta, el grupo de animación La Matraca asume la gestión de la fiesta. Bajo su dirección se crea la figura del Mascle Cabró y se desarrolla un nuevo pasacalle por el centro de la ciudad, desde la Universidad hasta la Plaza Mayor. A partir de 1985, momento en el que la fiesta cobra relevancia, la Paeria (Ayuntamiento) de Cervera comienza a encargarse de la gestión del Aquelarre junto con las entidades culturales de la ciudad. Se introduce la Escurrida del Mascle Cabró en el pasacalle.
No fue hasta el año 1998 que se crean dos pilares fundamentales de la fiesta: La Feria del Gran Boc y el Aquelarret.

## Feria del Gran Boc

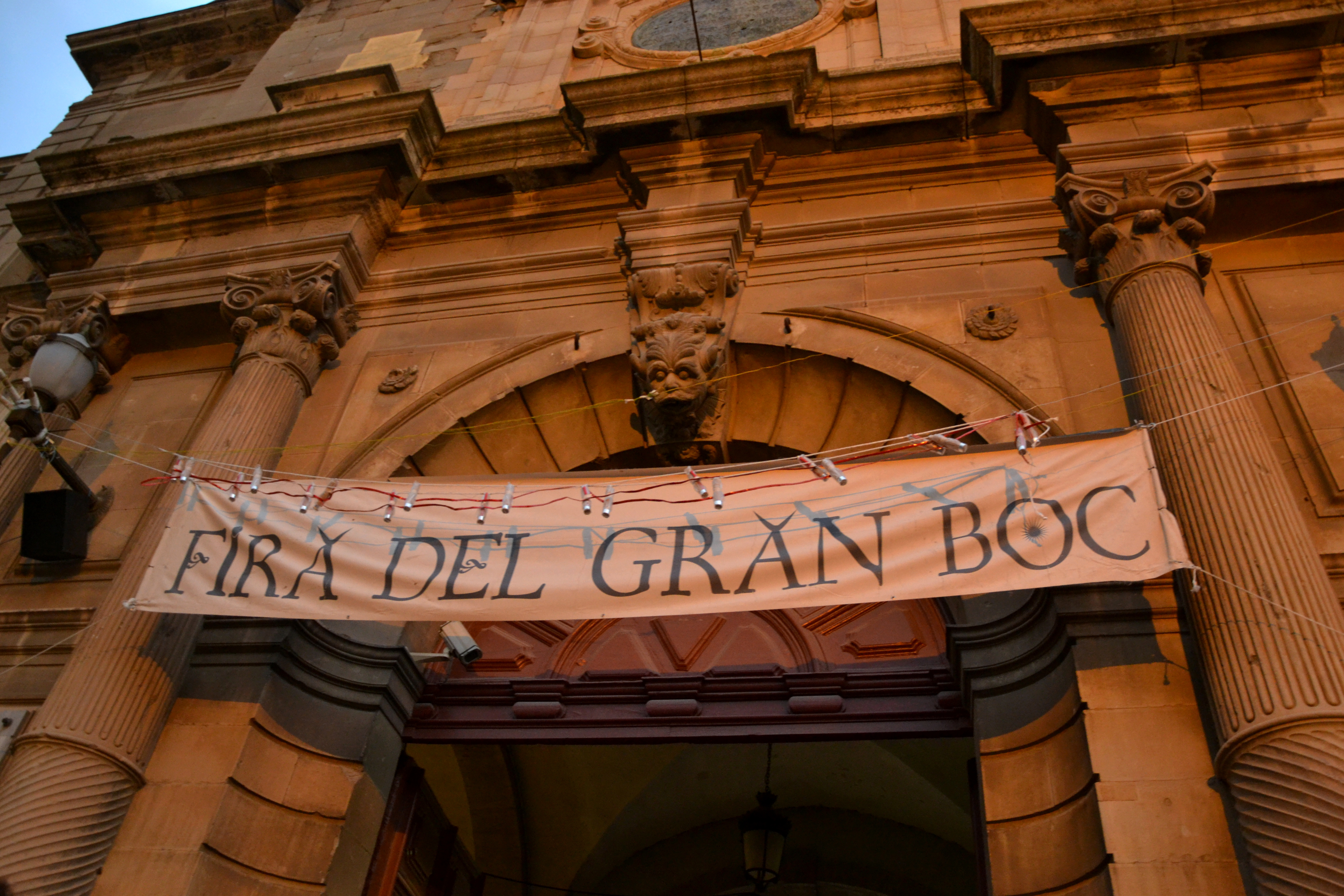
Entrada de la Universidad con el cartel de la feria.

La Feria del Gran Boc se celebra durante el sábado y el domingo de Aquelarre, y se reúnen comerciantes, conferenciantes esotéricos, artesanos y textiles. También acoge paradas gastronómicas, talleres, espectáculos y terapias alternativas. Se lleva a cabo en el interior del edificio de la Universidad.

## Aquelarret
L'Aquelarret es el pasacalle infantil y forma parte de los actos oficiales desde 1998. El sábado por la tarde el pasacalle sale de la plaza Universitat y llega a la plaza Magdalena de Montclar, donde el Astarot Júnior recibe a los niños, con lucimiento de los diferentes grupos infantiles y espumada final.